# Mein Weg
Mein Weg è il quinto album in studio del gruppo metal tedesco Bethlehem, pubblicato nel 2004. L'ultima traccia include una cover di My Way.

## Tracce
1. Aalmutter – 5:25
2. Allegoria – 5:59
3. Knochenkorn – 4:07
4. Frl. Deutsch – 8:43
5. Felbel Fittich – 3:42
6. Dr. Miezo – 6:08
7. Elf Soffitten – 4:21
8. Einsargen – 6:29
9. Im Sog – 2:16
10. Maschinensatan – 26:48